# Antepipona defracta
Antepipona defracta är en stekelart som först beskrevs av François du Buysson 1906.  Antepipona defracta ingår i släktet Antepipona och familjen Eumenidae. Inga underarter finns listade i Catalogue of Life.